# 性積極女性主義
性積極女性主義（sex-positive feminism），或稱為性自由女性主義（sexually liberal feminism），是女性主義的分支。認為「性」是成年人自由、可自行控制與決定的部份，因此許多性積極女性主義者參與許多非主流性別弱勢的運動。

## 理念概要
該理論起源於1980年代，當代女性運動發起「反色情影片運動」，認為A片等色情影片是對女性身體的剝削，並傳達女性遭到強姦之意，性積極女性主義就是在這樣的氛圍下形成的，他們與反色情女性主義者的爭論被認為是女性主義的分裂。
性積極女性主義在色情片、性工作、BDSM、性取向、性別認同有著開放的態度，他們通常認為女生在社會結構壓力下常常被迫不能正面的談論性，這是父權主義的影響，唯有女性可以自主地決定自己身體，才是女性真正的解放。
在台灣最具代表性的團體便是日日春關懷互助協會，他們支持性工作者合法化，他們認為大眾對性的貶低反而污名化了這些女性，而合法化也可以減少妓女被剝削的機會；反色情女性主義代表團體則是勵馨基金會與婦女救援基金會，他們強烈反對性工作。

## 婚前性行為
過去習俗上會認為，女生該保持貞潔，婚後才能進行性交，婚前不可性交。但隨著觀念演變，婚前性行為被認為是女生該擁有的自由權力之一，女性應當有權力可以自由決定自己的身體使用。禁止婚前性行為被認為是對自由的約束，有部分國家將女性的婚前性行為視為禁忌。

## 腳註
1. ↑  Premarital Sexual Freedom

## 外部連結
- Feminists for Free Expression（页面存档备份，存于）
- Feminists Against Censorship （页面存档备份，存于）
- 日日春關懷互助協會 （页面存档备份，存于）